# Tanja Hüberli
Tanja Hüberli (Reichenburg, 27 de agosto de 1992) é uma jogadora de vôlei de praia suíça, medalhista de prata no Campeonato Europeu de 2014 na Itália e em 2018 na Holanda, e medalhista de ouro em 2021 na Austria..

## Carreira
No Campeonato Mundial de Vôlei de Praia Sub-19 de 2010 em Porto  competiu ao lado de Ines Egger e terminaram na nona posição
Em 2014 formou dupla com Tanja Goricanec para disputar e conquistar a medalha de prata no Campeonato Europeu de Vôlei de Praia, Masters de Cagliari.No ano de 2016 conquistou o primeiro pódio em uma etapa válida pelo Circuito Mundial ao lado de Nina Betschart, ou seja, a medalha de bronze no Major Series de Klagenfurt.
No Circuito Mundial de 2017 esteve com Nina Betschart e obtiveram a medalha de bronze no Major Series de Porec (categoria cinco estrelas), na edição de 2018 mesmo posto obtido no quatro estrelas de Haia e Moscou.Foram medalhistas de prata no Campeonato Europeu de 2018 em Haia/ disputaram em 2021 os Jogos Olímpicos de Verão de 2020]] em Tóquio e obtveram a medalha de ouro no Campeonato Europeu de 2021 em Viena.

## Títulos e resultados
- Jogos Olímpicos de Verão de 2024
- Torneio 4* de Moscou do Circuito  Mundial de Vôlei de Praia:2018
- Torneio 4* de Haia do Circuito  Mundial de Vôlei de Praia:2018
- Torneio 5* de Porec do Circuito  Mundial de Vôlei de Praia:2017
- Major Series de Klagenfurt do Circuito  Mundial de Vôlei de Praia:2016
- Elite 16 de Ostrava do Circuito Mundial de 2023
- Campeonato Mundial de Vôlei de Praia:2019